# Phaedrotettix valgus
Phaedrotettix valgus är en insektsart som beskrevs av Scudder, S.H. 1897. Phaedrotettix valgus ingår i släktet Phaedrotettix och familjen gräshoppor. Inga underarter finns listade i Catalogue of Life.